# Новосвітловка
Новосвітло́вка (каз. Новосветлов) — село у складі Айиртауського району Північноказахстанської області Казахстану. Входить до складу Гусаковського сільського округу, раніше було центром ліквідованої Новосвітловської сільської ради.
Населення — 367 осіб (2021; 564 у 2009, 817 у 1999, 982 у 1989).
Національний склад станом на 1989 рік:
- німці — 40 %
- росіяни — 39 %.